# Pistosia neglecta
Pistosia neglecta là một loài bọ cánh cứng trong họ Chrysomelidae. Loài này được Gestro miêu tả khoa học năm 1903.